# Quarten
Quarten ist eine politische Gemeinde und ein Dorf im Kanton St. Gallen in der Schweiz. Die weit verzweigte Berggemeinde südlich und nördlich des Walensees besteht aus den Ortschaften Quarten, Oberterzen, Unterterzen, Mols, Murg und Quinten.

## Geographie

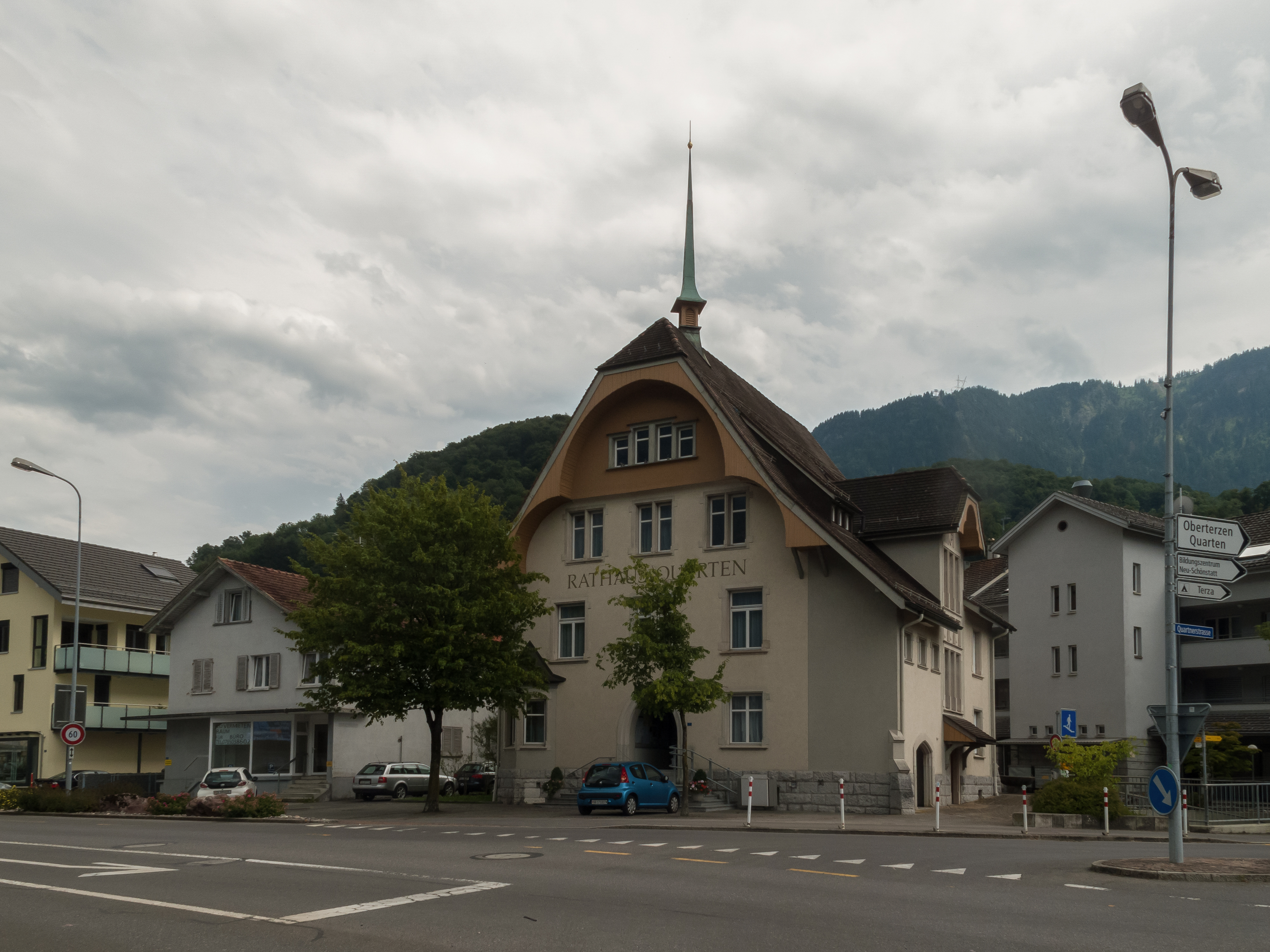
Gemeindeverwaltung in Unterterzen

Die Gemeinde hat 3085 Einwohner (Stand: 31. Dezember 2023) und eine Fläche von 61,9 km². Der tiefste Punkt ist der Walensee mit 419,3 m ü. M., der höchste der Magerrain mit 2523,7 m ü. M. Die Gemeinde Quarten liegt in den Voralpen (Teile der Flumserberge gehören zu Quarten), und das Gemeindegebiet erstreckt sich sowohl nördlich (Quinten) als auch südlich des Walensees (übrige Teile der Gemeinde Quarten).
Mols ist die östlichste Ortschaft der politischen Gemeinde Quarten mit 530 Einwohnern im Jahr 2016. 1178 wurde der Ort als Besitz von Kloster Schänis erstmals erwähnt; ab 1371 gehörte er zu Walenstadt.
Murg liegt am südlichen Ufer des Walensees auf einem Schwemmkegel des Murgbachs. Die erstmalige urkundliche Erwähnung findet Murg in einer am 30. Januar 1045 von Heinrich III. in Zürich ausgestellten Urkunde. 2004 lebten in Murg 707, Ende 2016 767 Einwohner.
In Oberterzen steht die Mittelstation der Gondelbahn von Unterterzen in die Flumserberge. 2004 lebten dort 300 Einwohner. Ende des Jahres 2016 waren es 338 Einwohner. Dazu kamen 42 Einwohner in der Tannenbodenalp.
Die Ortsgemeinde Quarten Dorf ist Namensgeberin der politischen Gemeinde Quarten, aber nicht deren Verwaltungssitz. 2004 hatte das Dorf Quarten 393 Einwohner, Ende 2016 waren es 381. Unterhalb der Dorfkirche steht das Bildungs- und Ferienzentrum Neuschönstatt, geführt von den Schönstätter Marienschwestern.
Das autofreie Dorf Quinten am Nordufer des Walensees ist nur zu Fuss oder mit dem Schiff erreichbar. Der Ort hat südländisches Klima, wo Weintrauben, Feigen, Kiwis und andere exotische Gewächse gedeihen.
In Unterterzen steht das Rathaus der Gemeinde Quarten, d. h. die Gemeindeverwaltung von Quarten ist in Unterterzen. Ende 2016 zählte Unterterzen 770 Einwohner. In Unterterzen ist der Hauptsitz der Walenseeschifffahrt, genannt Schiffsbetrieb Walensee AG.

## Geschichte
Der Ort wurde 801 bis 850 als Quarto und ca. 1220 als Quartin erwähnt. Bronzezeitliche Funde und romanische Orts- und Flurnamen weisen auf eine frühe Besiedlung hin. Die Ortsnamen Brünsch , Guns , Terzen, Quarten und Quinten entstammen der frühmittelalterlichen Hofzählung des Bistums Chur. Wohl schon in karolingischer Zeit übernahm die Abtei Pfäfers den grössten Teil des Grundbesitzes. Die Kollatur der um 840 erwähnten Kapelle lag von 1249 bis 1838 beim Kloster Pfäfers. Spätestens im 13. Jahrhundert bildete sich die grundherrschaftliche Verwaltungsstruktur mit Meierhof und Hofgericht aus. Die Burg Bommerstein, 1313 erwähnt, wurde 1386 von Glarnern verbrannt und 1440 zerstört. Quarten gehörte bis 1438 zum Oberamt der österreichischen Herrschaft Windegg, bis 1798 zur Landvogtei Gaster und bis 2002 zum Bezirk Sargans. Die hohe Gerichtsbarkeit gelangte 1519 nach Streitigkeiten an die gemeine Herrschaft Sargans, die übrigen Hoheitsrechte blieben bei der Landvogtei Gaster.
Die einzelnen Genosssamen, die in den Orts- und Schulgemeinden Quarten, Oberterzen, Quinten, Mols und Murg weiterleben, entwickelten sich im Spätmittelalter, erste Nutzungsregelungen (Wege, Weiden usw.) stammen aus dem 15. Jahrhundert. Entsprechend vielfältig ist die kirchliche Struktur: Quinten und Murg, wo spätmittelalterliche Kapellen standen, schlossen sich der Pfarrei Quarten an, die sich 1523 endgültig von Walenstadt löste. Murg und Mols wurden im 18. Jahrhundert selbstständig. 1523 führten Johannes Brötli und Hans Hagner die Reformation ein. Nach dem Bildersturm 1529 erfolgte 1532 die Rückkehr zum alten Glauben. Seit 2007 ist die katholische Kirchgemeinde Mols-Murg-Quarten Teil der Seelsorgeeinheit Walensee.
1803 schlossen sich die drei Kirchgemeinden Quarten, Murg und Mols zur politischen Gemeinde Quarten mit Amtssitz in Unterterzen zusammen. Die Gemeinde blieb ohne Zentrum. Es entwickelte sich kein bedeutendes Dorfgewerbe, die Bewohner lebten bis ins 20. Jahrhundert vorwiegend von Viehzucht und Alpwirtschaft. 1835 brachte die Spinnerei Murg Arbeitsplätze. Die Eröffnung der durchgehenden Fahrstrasse am Walensee und über den Kerenzerberg 1848 sowie der Eisenbahnbau mit Stationen in Murg und Unterterzen 1859 förderten die Ansiedlung weiterer Industriebetriebe, so 1897 der Zement- und Kalkfabrik Unterterzen. Saisonbedingte Arbeitsplätze bieten seit 1953 die Sportbahnen. Der Nahtourismus entwickelte sich nach Eröffnung der Walensee-Autobahn 1987 zum Ferientourismus. Das Angebot umfasst zu Beginn des 21. Jahrhunderts u. a. die Feriensiedlung Männis/Wisen in Oberterzen sowie Campingplätze in Oberterzen und Murg. Seit 1956 steht in Quarten das Bildungszentrum Neuschönstatt. 2004 wurde die Luftseilbahn Unterterzen–Flumserberg modernisiert. Seit 2009 ist das Ferienresort Walensee am Seeufer in Unterterzen in Betrieb. Es brachte der Gemeinde 45 neue Arbeitsplätze und einen wirtschaftlichen Aufschwung.

## Bevölkerung
| Bevölkerungsentwicklung | Bevölkerungsentwicklung |
| Jahr                    | Einwohner               |
| ----------------------- | ----------------------- |
| 1831                    | 1627                    |
| 1850                    | 1995                    |
| 1900                    | 2205                    |
| 1950                    | 2727                    |
| 2000                    | 2749                    |
| 2020                    | 2957                    |

| Verteilung auf Dörfer   | Verteilung auf Dörfer |
| ----------------------- | --------------------- |
| Stand 31. Dezember 2020 |                       |
| Unterterzen             | 879                   |
| Quinten                 | 40                    |
| Murg                    | 712                   |
| Mols                    | 536                   |
| Quarten                 | 386                   |
| Oberterzen              | 361                   |
| Tannenbodenalp          | 37                    |
| Flums-Grossberg         | 6                     |
| Total                   | 2957                  |

## Sehenswürdigkeiten
In der St.-Anna-Kapelle in Oberterzen mit den vom Künstler Ferdinand Gehr geschaffenen Glasfenstern gestalten die Krippenfreunde jeweils zu Weihnachten eine Krippenlandschaft mit aus Holz geschnitzten Krippenfiguren.

## Wirtschaft

### Tourismus
Die Gemeinde Quarten ist vor allem dank des Tourismus bekannt. Sie ist einer der Orte der Ferienregion Heidiland. Teile der Skiregion Flumserberg gehören zu Quarten. Eine Umlaufseilbahn in zwei Sektionen verbindet den Bahnhof von Unterterzen mit Tannenboden am Flumserberg. Die Flumserberge sind damit das erste Wintersportgebiet im Alpenraum mit S-Bahn-Anschluss. Quinten ist neben dem Ski- und Wandergebiet Flumserberge touristisch gut erschlossen.
Auf dem Areal der ehemaligen Zementfabrik wurde auf die Wintersaison 2008/2009 das Touristenresort „Resort Walensee“ eröffnet, eines der grössten Touristik-Projekte in der Schweiz in den vergangenen Jahren.
Das Resort Walensee in Unterterzen ist im Winter bei Touristen aus den Niederlanden und im Sommer bei Touristen aus den Golfstaaten sehr beliebt. Neben Interlaken im Berner Oberland und Zell am See in Österreich hat sich Unterterzen inzwischen (Stand 2019) zur dritten Sommerdestination in den Alpen gemausert.

### Verkehr
Mit dem Autobahnanschluss Mittensee-Murg zur A3 (Zürich–Chur) und den SBB-Bahnhöfen in Murg, Unterterzen und Mols an der Bahnstrecke Ziegelbrücke–Sargans ist Quarten verkehrstechnisch erschlossen.

## Persönlichkeiten
- Hans-Peter Meier-Dallach (* 18. Oktober 1944 in Quarten), Kultursoziologe

## Bilder

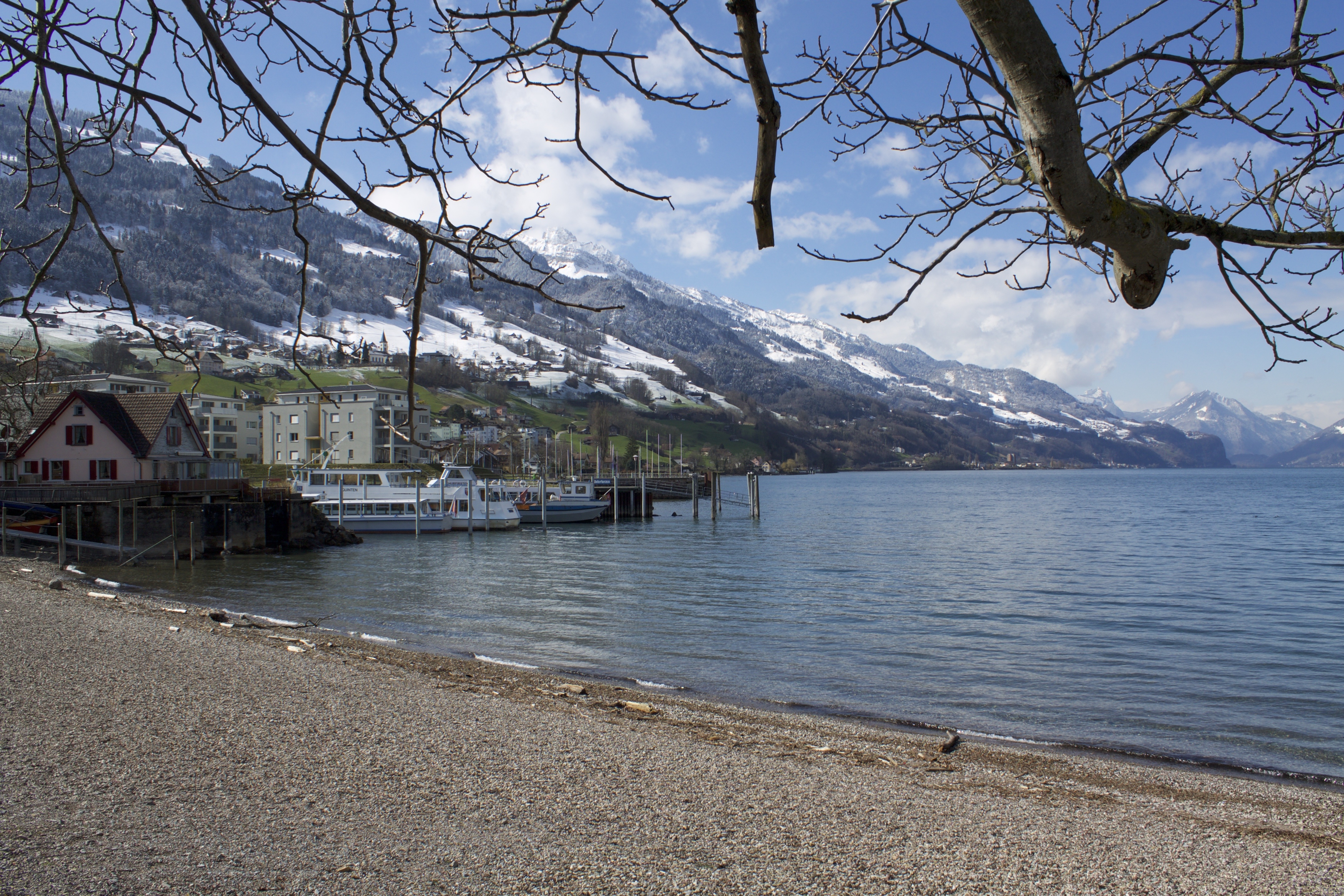
Unterterzen ist die bevölkerungsreichste Ortschaft der Gemeinde Quarten.
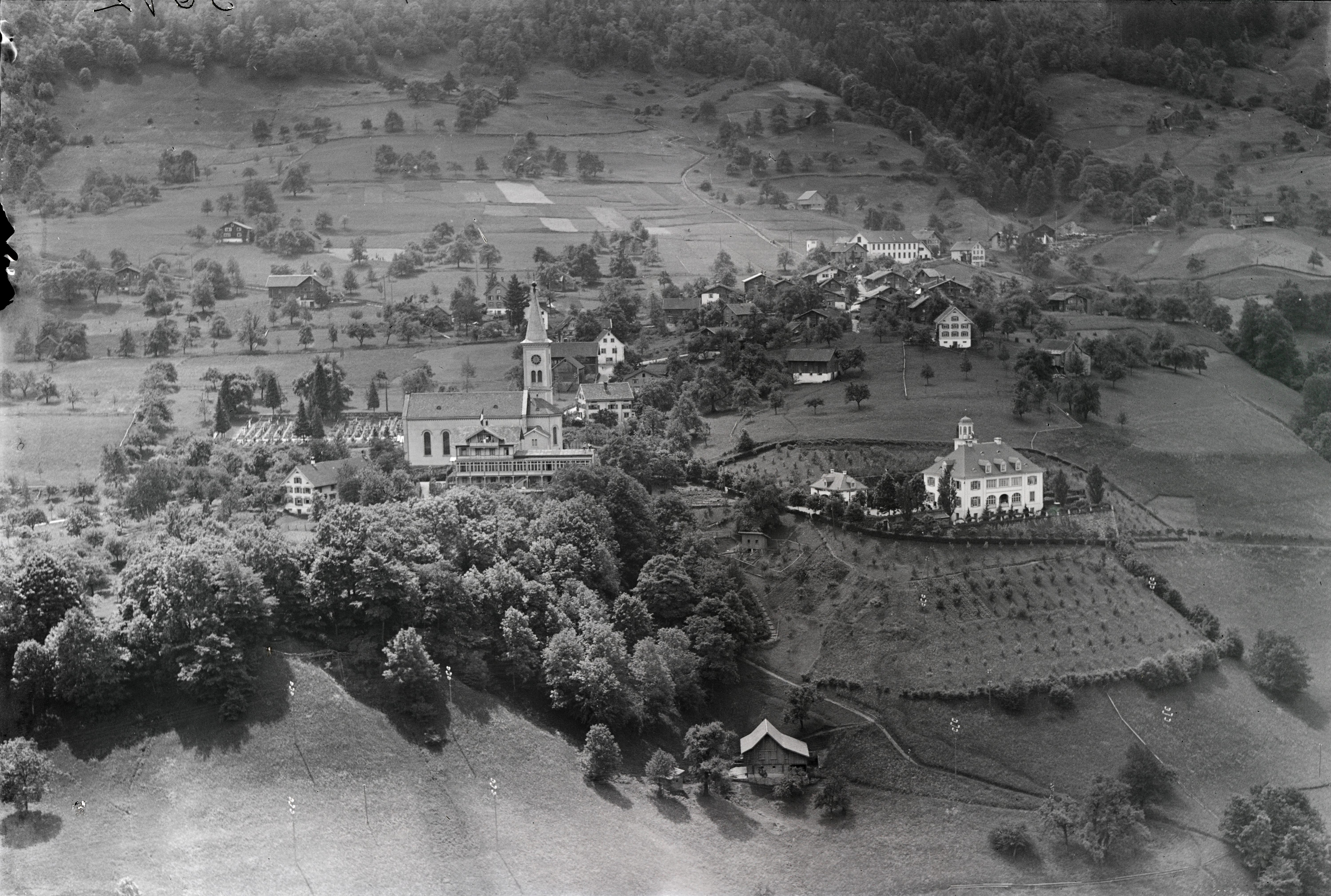
Luftaufnahme von Quarten von Walter Mittelholzer aus dem Jahr 1923
Unterterzen, aufgenommen von Walter Mittelholzer zwischen 1918 und 1937